# Vercheny
Vercheny este o comună în departamentul Drôme din sud-estul Franței. În 2009 avea o populație de 435 de locuitori.

## Evoluția populației
| An        | 1975 | 1982 | 1990 | 1999 | 2006 | 2009 |
| --------- | ---- | ---- | ---- | ---- | ---- | ---- |
| Populație | 415  | 421  | 427  | 387  | 411  | 435  |